# Хе Чао
Хе Чао (пинјин: He Chao; 11. фебруар 1992) кинески је скакач у воду и актуелни азијски и светски првак. Његова специјалност су појединачни скокови са даске са висина од једног и три метра.
Први запаженији резултат на међународној сцени остварио је на Азијским играма 2014. у Инчону (Јужна Кореја) где је освојио златну медаљу у дисциплини даска 1 метар, и сребро у скоковима са 3 метра.
На Светском првенству 2015. у Казању (Русија) освојио је своју прву титулу светског првака у дисциплини даска 3 метра. Две године касније у Будимпешти је освојио сребро у скоковима са даске са висине од 1 метра.

## Успеси
Светско првенство
- | Казањ 2015. | даска 3 метра

Азијске игре
- | Инчон 2014 | даска 1 метар
- | Инчон 2014. | даска 3 метра